# Uwa Elderson Echiéjilé
Uwa Elderson Echiéjilé (Benin City, 20 januari 1988) is een Nigeriaans voetballer die bij voorkeur als linksback speelt. Hij tekende in januari 2014 een contract voor 4,5 jaar bij AS Monaco, dat hem overnam van SC Braga. Elderson debuteerde in 2009 in het Nigeriaans voetbalelftal. In de zomer van 2016 werd Elderson uitgeleend aan Belgische club Standard Luik.

## Clubcarrière
Elderson begon zijn profcarrière in Nigeria bij Bendel Insurance. In 2007 trok hij naar het Franse Stade Rennais. In drie seizoenen kwam hij tot 19 wedstrijden in de Ligue 1. Hij speelde het merendeel van zijn wedstrijden bij het tweede elftal. Op 16 juni 2010 tekende hij een vierjarig contract bij het Portugese SC Braga, dat 2,5 miljoen euro voor hem betaalde. Hij scoorde meteen bij zijn debuut in de kwalificatieronde voor de UEFA Champions League tegen het Schotse Celtic. In de wintertransferperiode van het seizoen 13/14 keerde Elderson terug naar Frankrijk om voor AS Monaco te gaan voetballen.
In de zomer van het seizoen 16/17 werd Elderson voor 1 jaar uitgeleend aan Standard Luik, in de winter van dat seizoen verbrak Standard het huurcontract en keerde Elderson terug, waarop hij zich aansloot op huurbasis bij het Spaanse Sporting Gijón voor de rest van het seizoen.
In het seizoen 17/18 trok Elderson de deur definitief achter zich dicht bij Monaco, hij trok naar het gepromoveerde Turkse Sivasspor. Elderson speelt tot het einde van het seizoen 17/18 bij het Belgische Cercle Brugge.

## Interlandcarrière
Elderson debuteerde voor Nigeria in 2009. Hij nam deel aan het WK 2010 in Zuid-Afrika, waarin hij meespeelde in twee groepswedstrijden. Op 6 februari 2013 scoorde hij zijn eerste interlanddoelpunt op de Afrika Cup 2013 tegen Mali.